# The Killing of Sister George
The Killing of Sister George (bra: Triângulo Feminino) é um filme estadunidense de 1968, um drama dirigido por Robert Aldrich, com roteiro de Lukas Heller baseado na peça teatral homônima de Frank Marcus e estrelado por Beryl Reid, Susannah York e Coral Browne. Este foi um dos primeiros filmes comerciais a ter como tema a homossexualidade feminina.

## Sinopse
June Duckbridge é uma atriz de meia-idade em decadência. A personagem que ela interpreta numa telenovela morrerá, e a única oferta de emprego disponível é ser a voz da vaca Clarabela. Não bastasse isso, ela suspeita que sua jovem namorada está tendo um caso com outra mulher.

## Elenco
- Beryl Reid ... June "George" Buckridge
- Susannah York ... Alice "Childie" McNaught
- Coral Browne ... Mercy Croft
- Ronald Fraser ... Leo Lockhart
- Patricia Medina ... Betty Thaxter
- Byron Webster ... Jack Adams
- Cyril Delevanti ... Ted Baker
- Brendan Dillon ... Bert Turner
- Hugh Paddick ... Freddie
- Sivi Aberg ... Diana
- Rosalie Williams ... Mildred
- Elaine Church ... Marlene
- Mike Freeman ... Noel
- Meier Tzelniker ... sr. Emmanuel Katz
- Cicely Walper ... sra. Margaret Coote
- William Beckley ... gerente
- Maggie Paige ... empregada
- Jack Raine ... comissário adjunto
- Dolly Taylor ...Tea Lady

## Prêmios e indicações
Golden Globes 1969
- Indicada: Melhor atriz - drama (Beryl Reid)[5]